# Petr Čoupek
Petr Čoupek (Plzeň, 10 maggio 1982) è un calciatore ceco, difensore dello Slovan Rosice.